# Lasers
Lasers je třetí studiové album amerického rappera Lupe Fiasca. Album bylo nahráno u Atlantic Records. Nejúspěšnější písní z alba je 2x platinový singl "The Show Goes On".

## O Albu
Album vznikalo od roku 2008, kdy byl vytvořen koncept tří alb, které sdružoval název LupE.N.D.. Od onoho konceptu se ovšem nakonec ustoupilo a bylo nahráno album Lasers, které vznikalo s pracovním názvem We Are Lasers. "Lasers" znamená "Love Always Shines Everytime, Remember 2 Smile". Před vydáním alba vytvořil protestní hnutí nazvané "The L.A.S.E.R.S. Manifesto", které si klade za cíl mír, lásku, rovnost a spravedlnost. Roku 2010, po dvouletém čekání, podepsalo asi 30 000 fanoušků petici za okamžité vydání alba, Lasers bylo ovšem vydáno až v březnu 2011.
Na albu spolupracovali umělci jako jsou Sarah Green, Skylar Grey, Trey Songz, John Legend, Sway DaSafo nebo MDMA.
První singl z alba byla píseň "The Show Goes On" vydána v říjnu 2010. Ta se v roce 2011 vyšplhala na 9. příčku žebříčku Billboard Hot 100 a získala ocenění 2x platinový singl od společnosti RIAA. V únoru 2011 byl vydán druhý singl nazvaný "Words I Never Said" (ft. Skylar Grey). Jde o velmi kontroverzní píseň, v které kritizuje americkou vládu. Ta se umístila na 89. příčce žebříčku Billboard Hot 100. V dubnu 2011 byl vydán i třetí singl "Out of My Head" (ft. Trey Songz), který se umístil na 40. příčce žebříčku Billboard Hot 100.

## Po vydání
Album debutovalo na první příčce žebříčku Billboard 200 s 204 000 prodanými kusy v první týden prodeje v USA, čímž se toto album stalo jeho prvním, které debutovalo na první příčce, a také nejvíce prodávaným v první týden. V druhý týden prodeje se v USA prodalo 47 000 kusů a ve třetí 29 000 ks. K srpnu 2011 se alba prodalo přes 450 000 kusů jen v USA. V lednu 2012 album získalo certifikaci zlatá deska za 500 000 kusů v distribuci v USA.

### Další kritiky
- na Metacritic.com – 57/100 [4]
- na HipHopDX.com – 2.5/5 [5]
- na SputnikMusic.com – 3.5/5 [6]

## Tracklist
| #  | Píseň                          | Host(é)           | Producent(i)                     | Délka |
| -- | ------------------------------ | ----------------- | -------------------------------- | ----- |
| 1  | "Letting Go"                   | Sarah Green       | King David                       | 4:26  |
| 2  | "Words I Never Said"           | Skylar Grey       | Alex da Kid                      | 4:16  |
| 3  | "Till I Get There"             |                   | Needlz                           | 3:23  |
| 4  | "I Don't Wanna Care Right Now" | MDMA              | The Audibles                     | 4:15  |
| 5  | "Out of My Head"               | Trey Songz        | Miykal Snoddy                    | 3:24  |
| 6  | "The Show Goes On"             |                   | Kane Beatz                       | 3:56  |
| 7  | "Beautiful Lasers (2 Ways)"    | MDMA              | King David                       | 4:01  |
| 8  | "Coming Up"                    | MDMA              | King David                       | 3:58  |
| 9  | "State Run Radio"              | Matt Mahaffey     | King David                       | 3:57  |
| 10 | "Break the Chain"              | Eric Turner, Sway | Ishi                             | 4:21  |
| 11 | "All Black Everything"         |                   | The Buchanans                    | 3:40  |
| 12 | "Never Forget You"             | John Legend       | J. Duplessis, Syience, A. Altino | 4:04  |

### iTunes Bonus Tracks
- 13. "I'm Beamin"
- 14. "Shining Down" (ft. Matthew Santos)

## Mezinárodní žebříčky
| Země                     | Umístění |
| ------------------------ | -------- |
| Austrálie                | 2        |
| Kanada                   | 4        |
| UK Albums Chart          | 25       |
| US Billboard 200         | 1        |
| US Billboard R&B/Hip-Hop | 1        |
| US Billboard Rap         | 1        |